# 새별오름
새별오름(曉星岳/新星岳)은 대한민국 제주특별자치도 제주시 애월읍 봉성리에 위치한 오름(측화산)이다.
새별오름이 위치한 애월읍은 제주특별자치도 제주시의 서부 지역에 있는 읍이다. 지형의 특성은 동쪽은 노형동 · 외도동, 서쪽은 한림읍과 접하고 남쪽은 한라산 산간지대, 북쪽으로는 바다에 닿아 있다. 남쪽 산간지대에는 천아오름, 다래오름, 한대오름 등이 분포해 있고, 금성천이 관내를 경유하여 북쪽으로 흘러간다.
고려 시대에 현촌(縣村)으로 애월현이 있었다. 조선 시대에는 제주목의 서면(西面) 또는 우면(右面)에 속했다. 18세기 중반 이후 신우면(新右面)이라 했는데, 1914년에 제주군 신우면이라 했다. 1936년 신우면을 애월면으로 바꾸었다. 1946년 도제(道制) 실시에 따라 제주도 북제주군 애월면이 되었고, 1980년에는 애월읍으로 승격되었다. 2006년 제주특별자치도의 출범에 따라 제주특별자치도 제주시 애월읍이 되었다. 현재 읍 소재지인 애월리를 포함하여 24개 법정리를 관할하고 있다.
새별오름은 서사면으로 넓게 휘돌아 벌어진 말굽형 분화구가 있고 북사면으로도 작게 파인 소형의 분화구가 있는 복합형 화산체이다. 새별오름 서쪽에는 이달이오름이 있으며 동남쪽에는 독물오름과 궤미오름이 있다. 고려 말기 목호의 난 당시 최영이 이끄는 고려군이 목호 세력을 토벌한 주요 전장이었으며, 4.3사건 당시 남로당 무장대의 거점 가운데 하나로 무장대의 군사 훈련이 이루어지던 곳이기도 하다.
2000년부터 제주들불축제(제4회)의 고정 장소가 되었으며 이후 매년 정월 대보름에 들불축제가 열리고 있다.

## 이름
《이문》(吏文)에는 「효성오음」(曉星吾音), 《고려사》(高麗史)에는 「효성악」(曉星岳)으로 등장하고 있어 이미 고려 때부터 지금과 같은 이름으로 불렸음을 알 수 있다. 《신증동국여지승람》(新增東國輿地勝覽) 제주목조에 '효별악(曉別岳)', 《탐라지》와 《탐라지도병서》, 《제주삼읍도총지도》, 《영주산대총도》에 '효성악'으로, 《제주군읍지》제주지도와 《조선지형도》에는 '신성악(新星岳)'이라 기재했다. 모두 한문의 음을 빌려 현지에서 부르는 지명을 표기한 것으로 현대의 새별오름이라는 지명과 대조하면 '새벽(曉)별(星)' 또는 '새(新)별(星)'예로부터 새벨오름 또는 새빌오름이라고도 하였는데, 「새벽 하늘에 샛별과 같이 외롭게 서 있다」는 뜻에서 새별오름이라 불렸다고 하나, ‘새벨’ 또는 ‘새빌’이 현대 한국어 ‘샛별’의 제주어인지는 확실하지 않다.

## 같이 보기
- 애월읍
- 금오름
- 정물오름